# Маноло (скульптор)
Мануэль Мартинес Уго (в каталонском произношении — Уге), более известный как Маноло (исп. Manuel Martinez Hugué; 29 апреля 1872 года — 17 ноября 1945 года) — каталонский скульптор, представитель движения новесентизм. Дружил с Пабло Пикассо, однако в художественном плане его стиль был гораздо ближе к Аристиду Майолю.

## Биография
Маноло родился в Барселоне в 1872 году в семье генерала. С началом Десятилетней войны его отец ушёл на фронт, а мать умерла, когда Маноло был еще ребёнком. Дружил с Пабло Пикассо и входил в кружок, образовавшийся вокруг кафе «Четыре кота». С 1900 по 1909 год жил в Париже, где стал одним из тех, кто приветствовал прибытие Пикассо и стал одним из его проводников в артистических кругах города. Стал одним из ближайших друзей Пикассо в Бато-Лавуар, вместе с такими художниками как Гийом Аполлинер и Макс Жакоб.
В Париже Маноло в основном занимался малой формой и ювелирными работами, чем зарабатывал на жизнь. В 1910 году или чуть ранее женился на Жанне де Рошет, известной как Тотот. У них была приемная дочь Розита. Розиту и Тотот Пикассо изобразил в 1954 году на карандашном рисунке.
В 1910 году вместе с Фрэнком Берти Хэвилендом и Деода де Севераком Маноло уехал в Сере, куда вскоре в разное время отправилось большинство художников-кубистов, включая Пикассо, Жоржа Брака, Макса Жакоба и Хуана Гриса. Маноло разместился в маленьком заброшенном и монастыре, купленном Бертом Хэвилендом, Пикассо занял в нём первый этаж. В это время скульптор начинает работать над крупными скульптурами, в том числе в 1923 году создал памятник Деода де Севраку, а в 1924 году — «Памятник мёртвым». Но вскоре из-за проблем со здоровьем, в первую очередь, из-за артрита, ему снова пришлось остановить работу.
Маноло оставался в Сере до 1928 года, когда вернулся в Испанию и поселился в курортном городке Кальдес-де-Монбуй, родном городе своей бабушки, надеясь успокоить артрит.
С 1912 по 1933 годы скульптору помогал Даниэль-Анри Канвейлер; в 1913 году он участвовал в Арсенальной выстаке. После этого работы Маноло появлялись на многих групповых и персональных выставках. Он стал членом Королевской академии изящных искусств Сант-Жорди.
В 1932 году состоялась большой персональная выставка Маноло в Большом дворце в Париже.
Маноло умер в Кальдес-де-Монбуй 17 ноября 1945 года. После его смерти вдова Тотот временами гостила у графа и графини де Лазерме, богатых меценатов из Перпиньяна, а остальное время жила в доме Маноло в Кальдесе до своей смерти в 1971 году.
Дом Маноло в Кальдесе был превращен в музей Thermalia. Здесь разместился Фонд Маноло, который, помимо работ скульптора, включает в себя сведения о жизни Маноло, а также около ста работ Пикассо.
Личные бумаги Маноло переданы на хранение в Библиотеку Каталонии.